# Kalokairi Kai Pathos
Kalokairi Kai Pathos (en griego: "Καλοκαίρι Και Πάθος"; en español: "Verano y pasión") es un sencillo de la cantante griega Helena Paparizou lanzado el 10 de junio de 2019. La canción se lanzó conjuntamente con la marca de protectores solares Carroten Greece para promocionar la marca. Es una versión de la canción Que Dieu me pardonne del cantante francés Kendji Girac.